# تروي فلمنج
تروي فلمنج (بالإنجليزية: Troy Fleming)‏ هو لاعب كرة قدم أمريكية أمريكي، ولد في 1 أكتوبر 1980.

## وصلات خارجية
- تروي فلمنج على موقع مرجع كرة القدم المحترفة.كوم (الإنجليزية)